# Torsö församling
Torsö församling var en församling i Skara stift och i Mariestads kommun. Församlingen uppgick 2006 i Mariestads församling.

## Administrativ historik
Församlingen har medeltida ursprung. Namnet var under medeltiden Viksala församling. Under vissa tider har Fågelö församling setts som en egen kapellförsamling inom Torsö församling. 
Församlingen utgjorde till 1962 ett eget pastorat. Från 1962 till 1995 var församlingen annexförsamling i pastoratet Hassle, Berga, Färed, Enåsa och Torsö för att därefter till 2006 vara annexförsamling i pastoratet Mariestad, Leksberg och Torsö. Församlingen uppgick 2006 i Mariestads församling.

## Kyrkor
- Torsö kyrka
- Fågelö kapell